# Ліхвін (Малопольське воєводство)
Ліхвін (пол. Lichwin) — село в Польщі, у гміні Плесьна Тарновського повіту Малопольського воєводства.
Населення — 1204 особи (2011).
У 1975-1998 роках село належало до Тарновського воєводства.

## Демографія
Демографічна структура станом на 31 березня 2011 року:
|          | Загалом | Допрацездатний вік | Працездатний вік | Постпрацездатний вік |
| -------- | ------- | ------------------ | ---------------- | -------------------- |
| Чоловіки | 634     | 163                | 418              | 53                   |
| Жінки    | 570     | 143                | 312              | 115                  |
| Разом    | 1204    | 306                | 730              | 168                  |